# Championnats de France d'athlétisme 1992
Navigation
Championnats 1991 Championnats 1993
Les Championnats de France d'athlétisme 1992 ont eu lieu du 26 au 28 juin 1992 au Parc des sports et de l'amitié de Narbonne. 

## Palmarès
| Discipline             | Hommes                | Hommes         | Femmes             | Femmes         |
| ---------------------- | --------------------- | -------------- | ------------------ | -------------- |
| 100 m                  | Jean-Charles Trouabal | 10 s 58        | Laurence Bily      | 11 s 45        |
| 200 m                  | Jean-Charles Trouabal | 20 s 51        | Marie-José Pérec   | 22 s 55        |
| 400 m                  | Stéphane Diagana      | 45 s 18        | Elsa Devassoigne   | 52 s 34        |
| 800 m                  | Frédéric Cornette     | 1 min 46 s 66  | Viviane Dorsile    | 1 min 59 s 29  |
| 1 500 m                | Pascal Thiébaut       | 3 min 39 s 08  | Frédérique Quentin | 4 min 12 s 93  |
| 3 000 m                | -                     | -              | Marie-Pierre Duros | 8 min 45 s 96  |
| 5 000 m                | Tony Martins          | 13 min 33 s 98 | -                  | -              |
| 10 000 m               | Thierry Pantel        | 28 min 13 s 92 | Rosario Murcia     | 33 min 15 s 05 |
| 100 m haies            | -                     | -              | Anne Piquereau     | 12 s 85        |
| 110 m haies            | Dan Philibert         | 13 s 35        | -                  | -              |
| 400 m haies            | Stéphane Caristan     | 49 s 55        | Carole Nelson      | 57 s 65        |
| 3 000 m steeple        | Joseph Mahmoud        | 8 min 26 s 58  | -                  | -              |
| Saut en longueur       | Jean-Luc Poussin      | 7,81 m         | Caroline Missoudan | 6,31 m         |
| Triple saut            | Pierre Camara         | 17,06 m        | Sylvie Borda       | 13,24 m        |
| Saut en hauteur        | Joël Vincent          | 2,24 m         | Sandrine Fricot    | 1,93 m         |
| Saut à la perche       | Philippe Collet       | 5,70 m         | -                  | -              |
| Lancer du poids        | Luc Viudès            | 18,77 m        | Annick Lefebvre    | 15,96 m        |
| Lancer du disque       | Jean-Claude Retel     | 57,06 m        | Isabelle Devaluez  | 55,82 m        |
| Lancer du marteau      | Raphaël Piolanti      | 75,86 m        | -                  | -              |
| Lancer du javelot      | Pascal Lefevre        | 79,14 m        | Martine Bègue      | 55,16 m        |
| Décathlon / Heptathlon | Alain Blondel         | 8 109 pts      | Nathalie Teppe     | 6 145 pts      |